# Bao Zunxin
Bao Zunxin (ur. 1 września 1937, zm. 28 października 2007) – chiński historyk, dysydent.
Pochodził z prowincji Anhui. W 1964 roku ukończył studia na Uniwersytecie Pekińskim, później był pracownikiem Instytutu Historycznego Chińskiej Akademii Nauk Społecznych. W 1989 roku poparł studentów protestujących na placu Tian’anmen i podpisał się pod deklaracją potępiającą ówczesną władzę. Po stłumieniu protestów aresztowany i wydalony z partii komunistycznej. Uznany za winnego „szerzenia kontrrewolucyjnej propagandy i siana zamętu”, został skazany na 5 lat więzienia. Zwolniono go przedterminowo w 1992 roku, po odbyciu trzech i pół roku kary.
Po zwolnieniu z więzienia wystosowywał szereg apeli do władz, domagając się reformy systemu politycznego, walki z korupcją i przestrzegania praw człowieka. Był z tego powodu dwukrotnie zatrzymywany przez policję. Zmarł w Pekinie w wieku 70 lat w wyniku krwotoku śródmózgowego.